# Emelle
Emelle è un comune degli Stati Uniti d'America situato nella contea di Sumter dello Stato dell'Alabama.